# Оренбургский пуховый платок

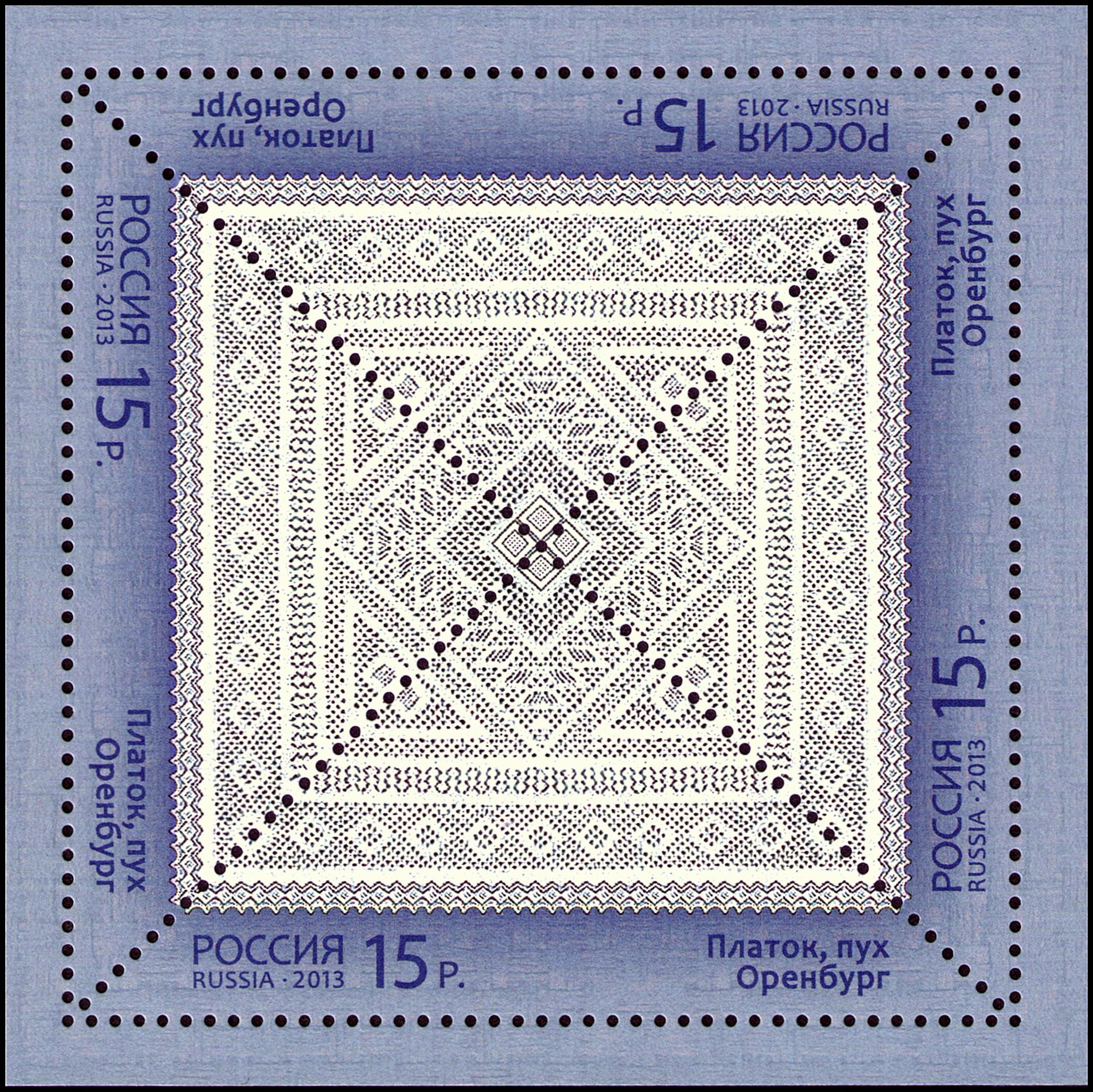
Рисунок оренбургского пухового платка. Почтовая марка России, 2013 г.,

Оренбургский пуховый платок — вязаный платок из козьего пуха и нити-основы (хлопчатобумажной, шёлковой и др.).
Наряду с тульским самоваром, матрёшкой, хохломской росписью, гжелью, палехом, вологодскими кружевами, дымковской игрушкой, ростовской финифтью, уральским малахитом, является одним из традиционных символов России.
По состоянию на 2023 год наименование места происхождения товара «Оренбургский пуховый платок» закреплено за пятью организациями.

## История
Пуховязальный промысел зародился в Оренбургском крае почти 300 лет назад, ещё в XVIII веке. По некоторым источникам, вязание шалей из козьего пуха коренным населением этих мест существовало ещё до образования Оренбургской губернии. У истоков их славы стояли не только рукодельницы-пуховницы, но и учёные, исследователи, энтузиасты искусства. Первым обратил внимание на оренбургские пуховые платки Пётр Иванович Рычков. В 1766 году он опубликовал исследование «Опыт о козьей шерсти» и предложил организовать в крае пуховязальный промысел. В описании жизни Рычкова академик П. П. Пекарский назвал его «создателем того кустарного промысла в Оренбургском казачьем войске, который кормит не одну тысячу народа уже второе столетие».
За пределами Оренбурга пуховые платки стали широко известны после заседания Вольного Экономического общества 20 января 1770 г. На этом заседании Алена Денисьевна Рычкова (жена П. И. Рычкова) была награждена золотой медалью за пряжу козьего пуха, а также за сотканную ширинку и вязаный колпак из пуха травы кипрейника.
За рубежом оренбургские пуховые платки впервые были представлены на первой Лондонской международной выставке 1851 года, информация представлена в официальном каталоге всемирной выставки[уточнить], что позволило им выйти на международный уровень и получить там признание. В 1862 году на Лондонской выставке оренбургская казачка Ускова М. Н. получила медаль «За шали из козьего пуха».
Пика популярности оренбургские паутинки достигли на закате развития Российской империи. Изделия были настолько популярны внутри страны, что в 1884 году английский предприниматель Генри Родс запустил у себя на родине производство «оренбургских» платков с целью продажи их в Россию.

## Описание
В некоторых источниках утверждается, что пух оренбургских коз — самый тонкий в мире: его толщина 16-18 мкм (для сравнения, знаменитый пух ангорских коз (мохер) имеет толщину 22-24 мкм). Поэтому связанные из него шали и паутинки особенно нежные и мягкие. Суровые морозные зимы со снегом, метелями и буранами, рацион питания, состоящий из трав и кустарников горных степей Урала — основные причины, по которым оренбургские козы имеют такой качественный пух. Вместе с тем он очень прочный — прочнее шерсти.
Существует распространенный миф о попытке вывоза оренбургских коз в XIX веке, однако источники свидетельствуют, что французская экспедиция вывозила коз из других мест, причём интерес представляла кашмирская, а не оренбургская порода.

## Виды платков
Оренбургские платки бывают нескольких видов:
- простой пуховый платок (шаль) — наиболее тёплый, серый (редко белый), толстый. Именно с изготовления шалей и начался оренбургский пуховязальный промысел. Для повседневной носки.
- паутинка — ажурное изделие из козьего пуха тонкого прядения и шёлка. Используется в торжественных, праздничных случаях. Схемы и приёмы вязания намного сложнее, чем простого пухового платка. Обычно применяется более чистая и мягкая шерсть, что удорожает изделие.
- палантин — тонкий шарф/накидка, по способу вязания и применению аналогичен паутинке.

Паутинки имеют, как правило, сложный узор и используются как украшение. Лучшие тонкие паутинки вяжут в сёлах Жёлтое и Шишма Саракташского района. Тонкость изделия нередко определяют по 2 параметрам: проходит ли изделие через обручальное кольцо и помещается ли в гусином яйце. Не каждое хорошее изделие обязательно соответствует данным условиям, так как каждая мастерица прядёт нить разной толщины, иной раз предпочитая более толстую.
В качестве основы для паутинок используют шёлковую (реже вискозную или хлопчатобумажную) нить, для шалей хлопчатобумажную, реже лавсановую. Обычная пропорция — две трети пуха и одна треть шёлка.

Директор Музея исламского искусства в Куала-Лумпуре Сеид Мохамад Албухари принимает в дар музею оренбургский пуховый платок, связанный Магинур Абдуловной Хусаиновой

## Процесс производства
Хороший платок ручной работы вяжут из сучёной пряжи: мастерица сначала прядёт плотную нить из козьего пуха, а затем соединяет её с шёлковой (хлопчатобумажную) нитью. Изначально он не выглядит пушистым. Изделия начинают пушиться в процессе носки. Носится такой платок очень долго.
Хорошая мастерица за месяц может связать две паутинки среднего размера или три палантина. На изделия большого размера или с рисунком или надписью уходит месяц и более. Каждый платок — это оригинальное художественное произведение, в которое вложено немало творческого труда и терпения пуховязальщиц.
В Оренбургской области вяжут не только вручную, но и на машинах. Машинные изделия красивые и менее дорогие, но не могут сравниться с платками ручной работы. Машина при вязке «рубит» пух, и изделие становится более грубым, похожим на платок из очень мягкой шерсти. Впрочем, серединка платка некоторыми мастерицами вяжется именно на машине, так как получается более ровной, однако ручная работа и в этом случае ценится выше.

## Коллекции платков
Самая большая коллекция платков представлена в Музее истории оренбургского пухового платка, являющегося филиалом Оренбургского областного музея изобразительных искусств.
Одной из известных пуховниц является Магинур Абдуловна Хусаинова из села Сакмара. Её работы хранятся в музеях России, Японии и Малайзии, в частности, в Музее исламского искусства Малайзии в Куала-Лумпуре и Музее искусства Азии при Университете Малайя.

## В массовой культуре и литературе
- Песня «Оренбургский пуховый платок». Автор текста Боков В. Ф., композитор Пономаренко Г. Ф., исполнитель Людмила Зыкина[11].
- Скульптура «Песня „Оренбургский пуховый платок“» скульптора Петиной Н. Г.
- Повесть Анатолия Санжаровского «Оренбургский платок» («Художественная литература», 2012 г.).